# بويقة مضلعة
بويقة مضلعة (الاسم العلمي: Boiga angulata) (بالإنجليزية: Philippine Blunt-headed Cat Snake, Leyte Cat Snake)‏ هي نوع من الزواحف تتبع جنس البويقة من فصيلة الأحناش.